# Bao Sissoko
Bao Sissoko is een in Brussel gevestigd Senegalees musicus. Hij bespeelt de kora en speelde met artiesten als Baaba Maal, Malick Pathé Sow, Wouter Vandenabeele, Vaya Con Dios, Sioen en Zap Mama.

## Biografie
Sissoko stamt uit de kaste van West-Afrikaanse griots die traditioneel musici en andere artiesten voortbrengt. Hij speelt sinds zijn jonge jaren muziek en bespeelt de kora, een handinstrument dat gerekend wordt tot de harpen. Hij maakte in zijn land deel uit van de muziekgroep Ngaari Law waarmee hij optrad en in 2000 een cd opnam. Verder nam hij daar muziek op met Baaba Maal.
Momenteel woont Sissoko in België. Hier speelt hij met bekende artiesten, als Wouter Vandenabeele, Vaya Con Dios, Sioen, Zap Mama en Malick Pathé Sow. Met Sow bracht hij in 2012 het album Aduna uit, dat vertaald wereld betekent. Het album werd in een recensie van The Guardian beschreven als de finest African exile album of the year.
Met Vandenabeele werkt hij al sinds 2009 samen, toen zij samen als duo optraden. Zij gaven verschillende malen begeleiding aan Mamy Kanouté die in Senegal met Baaba Maal meezong als achtergrondzangeres. In 2013 leverden zij de muziek voor haar album Saya Mandi (samen met  Sow) en in 2014 voor haar album Mousso Lou. In 2014 was hij een van de musici op de cd Flamundo! van het Muziekcentrum Vlaanderen.